# 布赖恩·麦克马洪
布赖恩·麦克马洪（英語：Brian McMahon，1961年7月24日—），加拿大男子赛艇运动员。他曾代表加拿大参加1984年和1988年夏季奥林匹克运动会赛艇比赛，其中1984年奥运会获得一枚金牌。